# Panningillo schultzei
Panningillo schultzei är en kräftdjursart som beskrevs av Karl Wilhelm Verhoeff1942. Panningillo schultzei ingår i släktet Panningillo och familjen Eubelidae. Inga underarter finns listade i Catalogue of Life.